# Presos (película de 2015)
Presos es una película costarricense del género drama de 2015, dirigida por Esteban Ramírez. La película fue seleccionada como la entrada de Costa Rica para la mejor película extranjera en la edición 88 de los Premios Óscar. Sin embargo, no fue galardonada.
Presos fue filmada en colaboración con una productora colombiana. La cinta ganó, en el Festival Internacional de Cine de Santander (Colombia), la categoría de Mejor película y Mejor actriz (interpretación masculina o femenina) para el trabajo protagónico de Natalia Arias. 

En febrero del 2017 la película Presos fue colocada en el catálogo de Netflix para Latinoamérica, siendo la primera película costarricense publicada en Netflix.

## Sinopsis
Una joven de 19 años llamada Victoria (Natalia Arias) visita una cárcel correccional por razones de trabajo. En ese lugar comienza una relación amorosa en secreto con un joven preso llamado Jason (Leynar Gómez). Esta compleja situación la envuelve en un drama familiar. 
Victoria decide terminar su noviazgo de cinco años a cambio de tener una experiencia distinta a la rutina en  su vida, incursionando en el oscuro y peligroso ambiente carcelario.
Luego de su experiencia, ella descubre una realidad más allá de sus convicciones sociales, lo que la hará recapacitar sobre su futuro y sentido de la libertad con respecto a sus padres, su novio y consigo misma.

## Reparto
- Alejandro Aguilar Vásquez - Jhon Jairo "JJ"
- Natalia Arias Mora - Victoria
- Rocío Carranza Maxera - Irís
- Leynar Gómez Prendas - Jason
- Daniel Marín Müller - Emanuel
- Edgar Román García - Sebastián
- Freddy Víquez Alfaro - Tanque

## Producción
Presos fue filmada entre marzo y abril de 2014 en locaciones naturales de San José y en el Centro Penitenciario de San Rafael de Alajuela. Esteban Ramírez, quien es autor del guion junto con el también costarricense Walter Fernández, se inspiró en el documental Los presos (filmado por su padre Víctor Ramírez en 1973) para realizar este film; por ese motivo, lo consideró "un asunto de familia".
Con un presupuesto limitado de $587,000 dólares, Presos es una coproducción de Cinetel (Costa Rica) con Proyección Films (Colombia). El film recibió el apoyo del Fondo Ibermedia a Coproducción y tuvo su estreno local el 14 de mayo de 2015.